# Svetlana Baitova
Svetlana Nikolajevna Baitova (Wit-Russisch: Святлана Мікалаеўна Баітава; Russisch: Светлана Николаевна Баитова) (Mahiljow, 3 september 1972) is een voormalig turnster uit de Sovjet-Unie.
Baitova won tijdens de Olympische Zomerspelen 1988 in het de gouden medaille in de landenwedstrijd.

## Resultaten

### Olympische Zomerspelen
| Jaar | Plaats | Resultaten      |
| ---- | ------ | --------------- |
| 1988 | Seoel  | landenwedstrijd |

### Wereldkampioenschappen
| Jaar | Plaats    | Resultaten      |
| ---- | --------- | --------------- |
| 1987 | Rotterdam | landenwedstrijd |
| 1989 | Stuttgart | landenwedstrijd |